# Chiesa di San Potito (Matera)
La chiesa di San Potito, detta comunemente di Sond Pitrudd (San Pietrino), è un'antica chiesa rupestre di Matera.

## Descrizione
La chiesa è stata trasformata in un'abitazione privata, perdendo i segni architettonici e pittorici dell'antico luogo di culto.